# Palazzo Martinetti Rossi
Palazzo Martinetti Rossi (oggi palazzo Scagliarini Rossi) è un'abitazione gentilizia nel centro storico di Bologna. Ubicato in via San Vitale 56, l'edificio è dirimpetto a piazza Aldrovandi e nelle immediate adiacenze di via Giuseppe Petroni, tra il torresotto e l'incrocio di via San Vitale con via Petroni.
Nome e fama del palazzo sono legate alle figure di due coniugi che l'hanno posseduto e abitato a inizio Ottocento: l'architetto italo-svizzero Giovan Battista Martinetti (1764 -1830), di origini ticinesi, e sua moglie, la contessa Cornelia Barbara Rossi di Lugo (1781-1867), donna di bellezza leggendaria che Martinetti aveva sposato giovanissima nel 1802. Quest'ultima, aristocratica colta e affascinante, conoscitrice di molte lingue, antiche e moderne, con le sue raffinate frequentazioni rese illustre il palazzo intrattenendovi uno dei salotti culturali più famosi d'Europa, chiamato Orto delle Esperidi dai suoi frequentatori. Tra gli ospiti illustri del cenacolo vi fu Ugo Foscolo che amò la donna, non venendone ricambiato, e a lei si ispirò per la "sacerdotessa dell'eloquenza", una delle tre grazie dell'omonimo poemetto.

## Storia

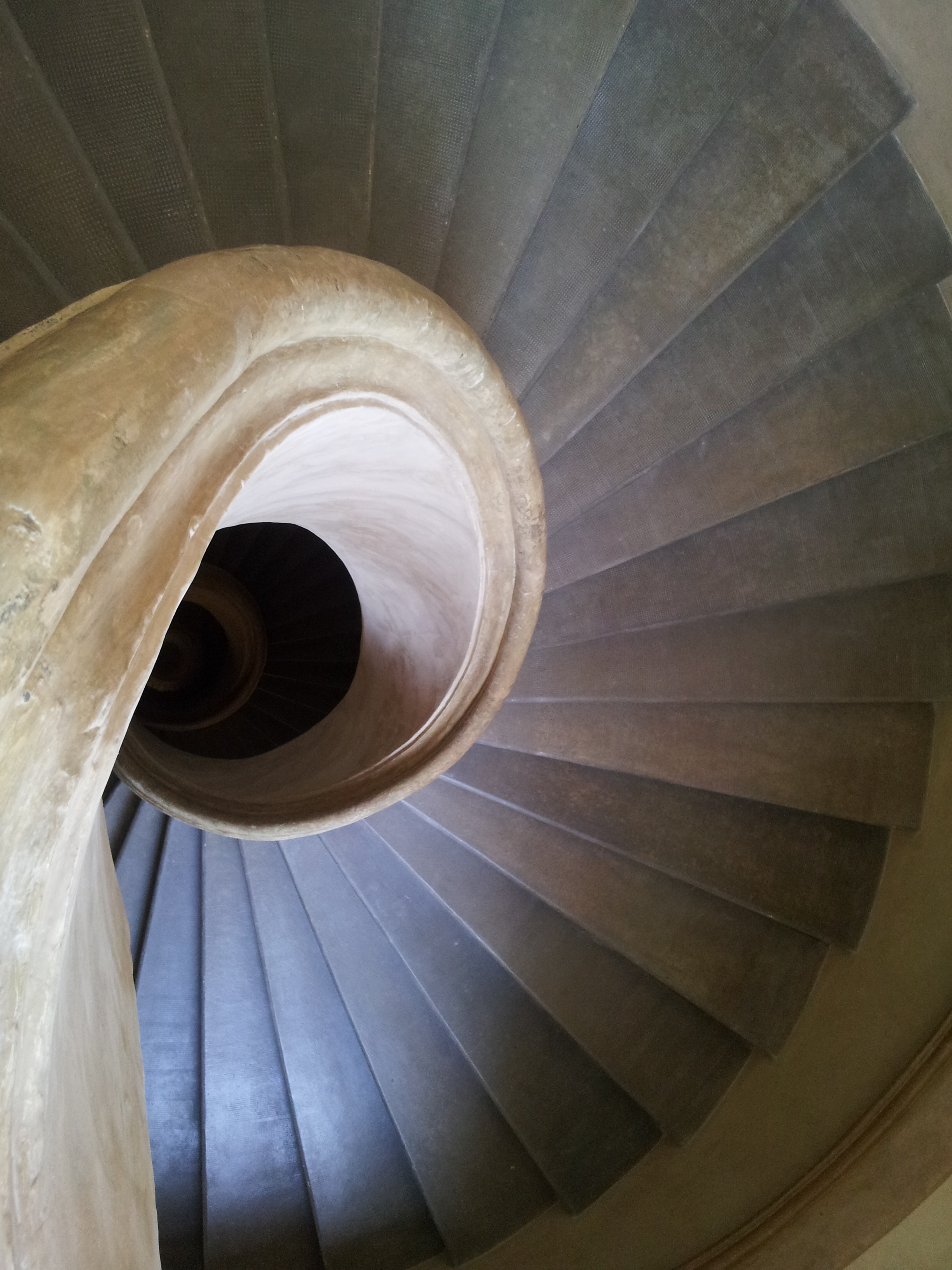
La scala a pianta elicoidale del 1616

L'aspetto dell'edificio, di origini quattrocentesche, è il frutto di una profonda e stravagante reinvenzione attuata da Martinetti tra il 1799 e il 1806, nell'ambito di un più ampio programma di trasformazione della città realizzato in epoca napoleonica a cui l'architetto diede vari personali contributi. Il palazzo incorpora l'originario corpo di fabbrica del cinquecentesco monastero di monache benedettine con l'annessa cripta romanica della chiesa dei Santi Vitale e Agricola in Arena, a tre absidi semicircolari, dedicata ai santi protomartiri della Chiesa bolognese, Vitale e Agricola, utilizzata quale chiesa interna al monastero dopo la costruzione del tempio dedicato ai due martiri.
Martinetti acquisì la proprietà dello stabile circa un decennio dopo la chiusura del monastero benedettino a seguito della soppressione napoleonica degli ordini religiosi nel 1796.
L'intervento di Martinetti destinò a dimora aristocratica l'originario edificio monastico, mentre la cripta triabsidata fu trasformata in una suggestiva grotta con finte rocce stalattiti artificiali, utilizzata dalla contessa Cornelia come sala di ricevimento in cui accogliere gli illustri ospiti. La cappella superiore, invece, che era il coro delle monache, non vide mutato il suo aspetto, e fu utilizzata come sala dal Martinetti.
L'accesso ai piani del palazzo avviene attraverso una singolare scala a pianta elicoidale costruita nel 1616 da Nicolò Donati. L'orto benedettino fu mutato in un giardino all'inglese, concepito dal Martinetti, che ne disegnò lo schema, come un "paradiso arcadico" da regalare alla giovane moglie: secondo la maniera inglese, nel parco, oggi distrutto, cresceva una fitta vegetazione nella quale furono collocate statue neoclassiche e si ergevano tempietti, edicole, fontane, e colonne.

### Cenacolo letterarioOrto delle Esperidi
La fama successiva del palazzo è molto legata al salon littéraire, uno dei più importanti d'Europa, che vi condusse la moglie del Martinetti, Cornelia Rossi. Il cenacolo culturale di Casa Martinetti, "nell'epoca napoleonica e dei primi anni della Restaurazione, fu l'indiscusso centro della vita culturale bolognese". Cornelia, infatti, avvenente donna di cultura, dotata di intenso e riconosciuto fascino, amica di Joséphine de Beauharnais e Maria Luisa d'Austria, contribuì a "introdurre in città la moda e lo spirito parigino". La donna fu frequentata e amata da celebri poeti, scrittori, e artisti dell'epoca, tra cui lo scultore Antonio Canova e il poeta Ugo Foscolo: quest'ultimo, di cui sono note le manifestazioni epistolari di un amore non corrisposto, da lei trasse ispirazione per una delle tre Grazie del suo poema (Cornelia, sacerdotessa di eloquenza, affiancava altre due donne amate dal poeta, la fiorentina Eleonora Nencini e la milanese Maddalena Bignami). Una probabile allusione alla cripta in cui Cornelia riceveva i suoi ospiti è contenuta in un verso delle Grazie, nella parte a cui si fa riferimento un "armonioso speco":
(Ugo Foscolo, Le Grazie, Inno secondo-Vesta, II, vv. 451-456)
La sofferenza per quell'amore non corrisposto e per l'atteggiamento irridente di rifiuto della contessina è ricordata dal Foscolo in una delle lettere sopravvissute dell'epistolario intrattenuto con la donna. La riporta Pietro Gori nella biografia inclusa in una sua edizione delle opere del poeta:
(Lettera di Ugo Foscolo a Cornelia Rossi. Domenica e lunedì [13 e] 14 Settembre 1812.)
Sul suo rapporto con Canova circola un aneddoto leggendario che riguarda anche la straordinaria bellezza della contessa: lo scultore, infatti, avrebbe tentato di eseguirne un busto con le fattezze della donna, ma avrebbe distrutto l'opera perché ritenuta incapace di riprodurne la bellezza.
Tra i frequentatori del salotto vi furono Stendhal, George Byron, Giacomo Leopardi, il letterato Giovanni Marchetti degli Angelini, Pietro Giordani, e molte altre figure intellettuali e culturali, d'Italia e d'Europa. Stendhal, in particolare, celebrò le virtù della donna con un giudizio di chi vedeva realizzarsi nella sua figura "il fascino compiuto della donna di mondo":
(Stendhal, Rome, Naples et Florence, 23 aprile 1817)
La stessa Cornelia coltivò ambizioni letterarie, con la scrittura del romanzo epistolare Amélie, pubblicato a Roma nel 1823. Alla morte del marito, pubblicò anche un elogio della sua figura: Alla memoria di Giovanni Battista Martinetti. La vedova di lui consorte Cornelia Rossi, Bologna, Dai tipi del Nobili e comp., 1831.

### Convitto Luigi Ungarelli

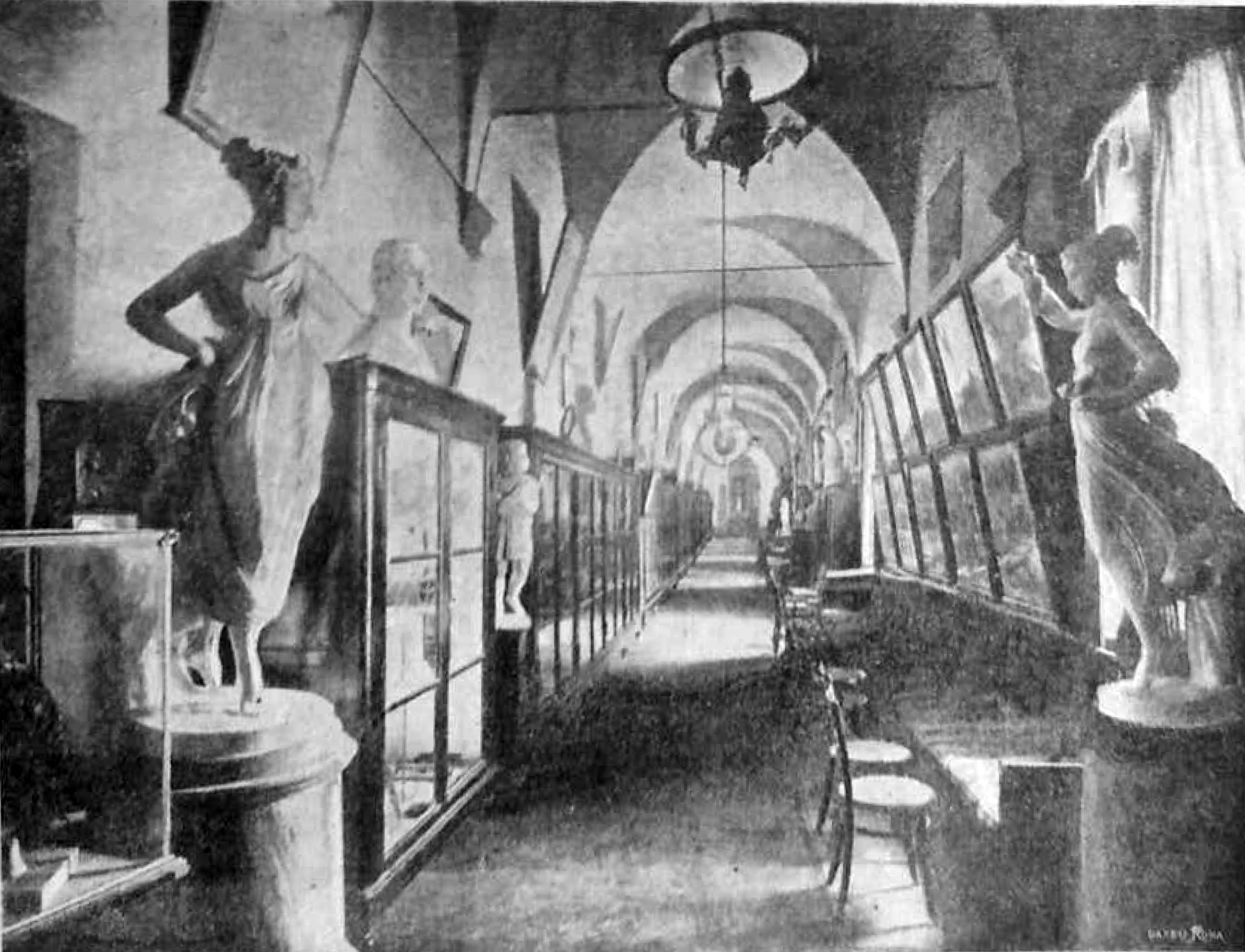
Museo del collegio Ungarelli nel 1900.

In seguito, nella seconda metà dell'Ottocento, il palazzo ha ospitato l'Istituto Convitto Ungarelli: nel 1867 fu il nipote di Cornelia, Germano Rossi, che aveva ereditato il palazzo dopo la morte dei coniugi, a concedere l'immobile in affitto all'Istituto Convitto, fondato otto anni prima dal barnabita don Luigi Ungarelli. Il piano terra fu occupato in parte dall'amministrazione del collegio, mentre gli ambienti dei due piani superiori furono utilizzati per aule, laboratori, sale di studio, dormitori per i collegiali. Il giardino della contessa serviva per la ricreazione degli allievi.
Con la divisione della proprietà tra gli eredi, avvenuta agli inizi del Novecento, avvenne anche il trasferimento del convitto nella sede di Villa Serenza, ubicata in via Toscana
A memoria del fondatore, e dell'antica sede, un'epigrafe vi fu murata nell'anno 1929, in occasione della riconciliazione dei rapporti tra Stato e Chiesa sancita dai Patti Lateranensi: